# Гідрогеологія Вірменії
Ресурси підземних вод Вірменії оцінюються в 140 м³/с. Виходи мінеральних вод (400 джерел) тяжіють до зон розломів. Їхній сумарний дебіт становить близько 1000 л/с. Температура води сягає 20-42 °C, зрідка 63-72 °C.